# Atelornis
Atelornis és un gènere d'ocells de la família dels braquipteràcids (Brachypteraciidae) endèmic de Madagascar.

## LLista d'espècies
Se n'han descrit dues espècies dins aquest gènere:
- gaig terrestre cap-rogenc (Atelornis crossleyi).
- gaig terrestre capblau (Atelornis pittoides).